# Sabine Bach
Sabine Bach (* 16. September 1956 oder 1961 in Frankfurt am Main) ist eine deutsche Schauspielerin.

## Leben
Sabine Bach studierte nach dem Abitur an der Johann Wolfgang Goethe-Universität in Frankfurt am Main zunächst Geschichte, Literaturwissenschaft und Psychologie. Aus privaten Gründen ging sie Ende der 1970er Jahre nach Paris. Dort besuchte sie die Schauspielschule Jacques Lecoq, absolvierte eine Ausbildung in Improvisation und Maske bei Guy Sheeley und nahm bei Carlo Basso Unterricht im Theaterspiel der Commedia dell’Arte. Nach Abschluss ihrer Schauspielausbildung spielte sie am Theater in Montpellier und im Kabarett Safari in Marseille.
Ihre erste Filmrolle erhielt Sabine Bach 1980 von dem Regisseur Rudolf Thome, der sie in seinem Film Berlin Chamissoplatz in der Rolle der Anna besetzte. Mit Thome arbeitete Bach später noch mehrmals zusammen, so 1999 bei dem Film Paradiso – Sieben Tage mit sieben Frauen und 2000 in der Titelrolle der Venus in dem Film Venus Talking. 1984 spielte sie unter der Regie von Erwin Keusch in dessen Fernsehspiel Das leise Gift. 
Ab Mitte der 1990er Jahre begann dann auch ihre dauerhafte Karriere im deutschen Fernsehen. Bach übernahm hierbei mehrere durchgehende Serienrollen, Episodenrollen und auch Gastrollen. 
Bach war in durchgehenden Serienrollen unter anderem als Katharina Wagenfeld in der Sat.1-Fernsehserie So ist das Leben! Die Wagenfelds, als Hannah Fink in  der Serie CityExpress und als Karen Blumenberg in der Sat.1-Serie Wahnsinnsweiber zu sehen.
Bekanntheit erlangte Bach insbesondere durch die durchgehende Serienrolle der Maria Claasen in der ZDF-Fernsehserie Forsthaus Falkenau, wo sie von 2005 bis 2006 gemeinsam mit Volkert Kraeft spielte. Sie stellte darin eine Künstlerin dar, die sich in Viktor Fabritius, den weltmännischen Schulfreund des Försters, verliebt. Im Jahre 2006 übernahm Bach an der Seite von Walter Plathe die Rolle der sportlichen und lebensfrohen Lehrerin Anne Helligpeter in der ZDF-Fernsehserie Der Landarzt, die sie bis 2009 spielte. In der ARD-Telenovela Sturm der Liebe übernahm sie 2007 für einige Folgen die Rolle der Frau Dr. Padberg. 2011 spielte sie erneut in Sturm der Liebe mit, diesmal als Jenny von Liechtenberg.
Vom 22. Februar 2010 bis zum 24. Februar 2010 spielte sie in der Telenovela Alisa – Folge deinem Herzen die Rolle der Edith Castellhoff. Nach der Titeländerung auf Hanna – Folge deinem Herzen mit neuer Hauptdarstellerin ab Folge 241 war sie in der Telenovela seit dem 25. Februar 2010 weiterhin in derselben Rolle zu sehen. Von April 2010 bis August 2012 spielte sie in der Serie Herzflimmern, Liebe zum Leben im Hauptcast.
Bach war von 1988 bis 2001 mit dem Drehbuchautor Nikodemus Frisch verheiratet, mit dem sie drei Söhne hat (geboren 1986, 1988 und 1991). Sie lebt seit 1997 in Oberbayern.

## Filmografie (Auswahl)
- 1980: Berlin Chamissoplatz
- 1984: Das leise Gift
- 1995–1996: So ist das Leben! Die Wagenfelds
- 1998–1999: City Express
- 1999: Paradiso – Sieben Tage mit sieben Frauen
- 2000: Venus Talking
- 2001: SOKO Leipzig (Folge: Tod im Internat)
- 2001: Sinan Toprak ist der Unbestechliche (Folge: Halbgott)
- 2001: Wahnsinnsweiber
- 2004: Der Ferienarzt … in der Wachau
- 2005: Um Himmels Willen (Folge: Zuckerbrot und Peitsche)
- 2005: In aller Freundschaft (Folge: Herbststurm)
- 2005: Die Rosenheim-Cops (Folge: Der Kaiser ist tot)
- 2005–2006: Forsthaus Falkenau
- 2006–2009: Der Landarzt
- 2007: Sturm der Liebe
- 2007: Tatort – A gmahde Wiesn
- 2008: SOKO 5113 (Folge: Identität)
- 2008: SOKO Köln (Folge: Laufsteg in den Tod)
- 2009: Das Traumschiff: Peru – Miami
- 2010: Rosamunde Pilcher: Liebe am Horizont
- 2010: Hanna – Folge deinem Herzen (zuvor Alisa – Folge deinem Herzen)
- 2010: Danni Lowinski
- 2011: Kreuzfahrt ins Glück: Hochzeitsreise nach Sevilla
- 2011: Sturm der Liebe
- 2011: Für immer daheim
- 2011–2012: Herzflimmern – Die Klinik am See
- 2013: Neue Adresse Paradies
- 2013: In aller Freundschaft (Folge: Im freien Fall)
- 2014: Heiter bis tödlich: Hubert und Staller (Folge: Dicke Luft)
- 2014: Die Rosenheim-Cops (Folge: Mord im Klassenzimmer)
- 2014: SOKO Stuttgart (Folge: Herrgottsbescheißerle)
- 2015: Heldt (Folge: Traumpaar)
- 2016: Frau Pfarrer & Herr Priester
- 2016: Die Bergretter (Folge: Hannibal)
- 2017: Unter Verdacht (Folge: Die Guten und die Bösen)
- 2019: Hubert ohne Staller (Folge: Mord an einer alten Eiche)
- 2019: Rosamunde Pilcher: Raus in den Sturm
- 2020: Inga Lindström: Feuer und Glas
- 2020: Der Bergdoktor (Folge: Deja vu)
- 2020: Der Alte (Folge: Kalte Wasser)
- 2022: SOKO Kitzbühel (Folge: Zwei Fliegen)
- 2022: In aller Freundschaft – Die jungen Ärzte (Folge: Verborgen)
- 2023: SOKO Stuttgart (Folge: Der gläserne Hund)
- 2024: Der Alte (Folge: Das gute Leben)